# Symplocos neglecta
Symplocos neglecta är en tvåhjärtbladig växtart som beskrevs av August Brand. Symplocos neglecta ingår i släktet Symplocos och familjen Symplocaceae. Inga underarter finns listade i Catalogue of Life.